# Porcellanasteridae
De Porcellanasteridae zijn een familie van zeesterren uit de orde van de kamsterren (Paxillosida).

## Geslachten
- Abyssaster Madsen, 1961
- Benthogenia Fisher, 1911
- Damnaster H.E.S. Clark & McKnight, 1994
- Eremicaster Fisher, 1905
- Hyphalaster Sladen, 1883
- Lethmaster Belyaev, 1969
- Lysaster Bell, 1909
- Porcellanaster Wyville Thomson, 1877
- Sidonaster Koehler, 1909
- Styracaster Sladen, 1883
- Thoracaster Sladen, 1883
- Vitjazaster Belyaev, 1969